# Luperina trigona
Luperina trigona är en fjärilsart som beskrevs av Smith 1902. Luperina trigona ingår i släktet Luperina och familjen nattflyn. Inga underarter finns listade i Catalogue of Life.